# Španija
Kraljevina Španija (špansko Reino de España), krajše Španija (špansko España) je obmorska država na jugozahodu Evrope s površino 504.030 km2 in več kot 47 milijoni prebivalcev na Iberskem polotoku, ki si ga deli skupaj s Portugalsko na zahodu in Gibraltarjem na jugu. Na severovzhodu preko gorske verige Pireneji meji na Francijo in žepno državico Andoro. Kraljevina Španija vključuje Balearske otoke v Sredozemskem morju, Kanarske otoke v Atlantskem oceanu in mesti/enklavi Ceuta in Melilla v severni Afriki. Uradni jezik je španščina.

## Zgodovina
Španija je bila naseljena že v paleolitiku, o čemer pričajo bogata likovna umetnost (jame Altamira, Castillo, Pindal) ter drugi arheološki ostanki. V kasnejšem obdobju so Iberski polotok naselili Iberci. Okoli leta 1200 pr. n. št. so iz severa prišli Kelti, ki so preplavili skoraj cel polotok in se zlili z domačim iberskim prebivalstvom. Okoli leta 1100 pr. n. št. so Feničani in Grki tukaj osnovali svoje kolonije.
Med prvo in drugo Punsko vojno (med Rimljani in Kartažani), Kartažani osnujejo svoje kolonije, med katerimi so bile najvažnejše na Ibizi in v Cartageni. Po porazu Kartagine v drugi punski vojni (201 pr. n. št.), Rimljani začno postopno okupacijo polotoka, ki ga v celoti zavzamejo v naslednjih dvesto letih. V prvi fazi rimske okupacije se je domače prebivalstvo večkrat uprlo. Po smrti enega od vodij vstajnikov, Viriata (139 pr. n. št.), so bile zmage vse redkejše, odpor proti Rimljanom je slabel. Do končnega zloma pride v času cesarja Avgusta. Rimska okupacija Iberskega polotoka je dosegla višek po vzpostavitvi popolne rimske oblasti in ustanovitvijo province Hispanije. Pod rimsko oblastjo je Španija ostala vse do 5. stoletja. Prebivalci Hispanije so prevzeli rimsko kulturo, jezik in zakone, v cesarstvu pa so imeli pomembno vlogo.
V začetku 5. stoletja na prostor današnje Španije vpadejo germanska plemena Alani, Svebi in Vandali. Ta plemena so prišla iz današnje severne Nemčije, prešli skozi današnjo Francijo in prodrli na Iberski polotok. Alani so osvojili pokrajino Luzitanijo, Svebi pokrajino Galicijo, Vandali pokrajino Andaluzijo. Vandali so bili kasneje napadeni od zahodnih Gotov, zato so prešli v Afriko, kjer so osnovali vandalsko državo, ki se je obdržala do sredine 6. stoletja (zavzel jo je leta 534 bizantinski vojskovodja Belizar).
Ko so Vandali odšli v Afriko, so zahodni Goti leta 585 uničili tudi državo Svebov in tako zagospodarili celemu polotoku. Država zahodnih Gotov se je obdržala v Španiji do leta 711. Zahodni Goti so okoli leta 600 prevzeli katoliško vero in se s svojimi podaniki staroselci stopili v en narod — španski.

#### Pet španskih kraljestev
Leta 722 so Iberski polotok zavzeli Arabci in zrušili državo zahodnih Gotov. Arabska država je na Iberskem polotoku trajala do leta 1492. Ponovno osvajanje ozemlja izpod arabske vladavine, imenovano rekonkvista in hkrati ponovno naseljevanje krščanskih prebivalcev je trajalo 8 stoletij, od leta 711 in do leta 1492. Dokončni razkroj arabskega imperija se je začel leta 1212, ko so kraljevine Kastilije, Navarre, Aragonije in Leona združile moči ter s skupno vojsko porazile Almohade v Navas de Tolosa. Kristjani so do leta 1248 uspeli zavzeti dve pomembni mesti kot sta Córdoba in Sevilja. V naslednjih desetletjih se je arabsko ozemlje omejilo na področje Granade in najjužnejšega dela španske obale. Granada je padla šele leta 1492.
V drugi polovici 12. stoletja je bilo na Iberskem polotoku več kraljestev, natančneje pet. Na vzhodu se je oblikovala Aragonija, na zahodu Portugalska, na severu Navarra, v osrednjem delu polotoka pa še Kastilija in Leon. Izraz »pet španskih kraljestev« se je prvotno nanašalo na omenjene kraljevine, vendar se je po združitvi kraljestev Kastilije in Leona leta 1230 pridružilo še kraljestvo Granada kot zadnja arabska država na polotoku.
Začetek Portugalske sega v 11. stoletje. Sprva je bilo ozemlje pod oblastjo kraljestva Leon. Neodvisnost so si izborili leta 1139, ko se je Alfonz I. imenoval za kralja. Leta 1143 je Portugalska postala neodvisno kraljestvo in njena glavna naloga v rekonkvisti je bila zavzetje ozemlja proti jugu iberskega polotoka, tako da je leta 1267 s pokrajino Algarve dobila današnji obseg.
Kastilija je bila v 9. stoletju del kraljevine Leon. V 10. stoletju si je Kastilija povečala avtonomijo in se leta 1065 odcepila od Leona. Kraljestvi Kastilije in Leona sta se po tem večkrat združili in razdružili. Dokončno se združita leta 1230 pod kraljem Fernandom III. Svetim, sinom Berenguele Kastiljske in Alfonza IX. Leonskega. V manj kot v dvajsetih letih je združeno kraljestvo postalo najbolj obširno in poseljeno območje na polotoku.
Kraljevina Navarra se je razvila na območju prejšnje kraljevine Pamplone, ustanovljene leta 824. Po začetnem uspehu je Navarra izgubila nekaj svojega ozemlja, katerega sta zavzeli kraljevini Kastilije in Aragonije. Navarra se je združila z Aragonijo, ko je Sancho III. Veliki podedoval ti dve kraljevini. Po smrti Alfonza I. Aragonskega (1134) se Navarra odcepi od Aragonije in postane neodvisno kraljestvo vendar brez možnosti širitve svojega ozemlja. Znašla se je brez meje z arabskim ozemljem in ujeta med veliko bolj mogočnima kraljestvoma Kastilije in Aragonije. 
Prvi kralj Aragonskega kraljestva je bil Alfonz II. in njegova poglavitna naloga je bilo nadaljevanje osvajanja ozemlja izpod Arabcev. Do leta 1171 je osvojil ozemlje vse do mesta Teruel in s tem je kraljestvo doseglo svoj največji obseg. Po smrti ga je nasledil njegov sin Peter II. Aragonski. Sodeloval je v bitki pri Navas de Tolosa in pomagal pregnati Almohade, vendar njegov primarni cilj je bil širitev ozemlja Aragonije proti jugu Francije. 
Na jugu iberskega polotoka je ostalo zadnje arabsko ozemlje, ki mu je vladala rodbina Nasridov. Po veliki krščanski ofenzivi v letih 1228-1248 je bil Granadski emirat vse, kar je ostalo od starega Al Andaluza. Nekatera osvojena utrjena mesta, na primer Murcia, Jaén in Niebla, so bila naslednjih nekaj let krščanske tributarne posesti, v 1260. letih pa so večino mest priključili h krščanskim kraljestvom.
Leta 1469 se je aragonski kralj Ferdinand poročil z naslednico kastiljske kraljevske krone Izabelo in tako sta se državi Aragonija in Kastilija združili v dinastično kraljevino, poznejšo Španijo. Ferdinand in Izabela sta začela boj proti Arabcem (Mavrom) in po desetletni vojni zavzela celotno njihovo ozemlje. Leta 1492. so Španci osvojili tudi arabsko glavno mesto Granado. Arabci so Španijo zapustili in ta je napredovala ter postala ena od najmogočnejših evropskih držav.
Čeprav je Španija kot enotna država uradno nastala šele leta 1715, je bila zveza med iberskimi kraljevinami že v petnajstem stoletju dovolj močna, da je pravzaprav de facto že tedaj obstajala in jo zgodovina na splošno priznava kot tako. Z odkritjem novih dežel v Ameriki, je Španija v času kralja Ferdinanda in kraljice Izabele ustvarila temelje svoji moči, veličini in kolonialnemu gospostvu.

### Odkritje Amerike
12. oktobra 1492 je Krištof Kolumb prvič stopil na ozemlje, ki pripada severnemu delu ameriškega kontinenta. Najbrž ni bil prvi, ki je korakal po tem kontinentu, saj so Normani že prej (verjetno okoli 10. stoletja) pripotovali na severozahod, na območje polotoka Labrador. Brez dvoma pa Kolumb takrat ni vedel za ta potovanja. 
Bil je prepričan, da obstaja kopno na drugi strani oceana, vendar je mislil, da gre za Japonsko. To prepričanje je, skupaj s Toscanellijevimi zemljevidi, predstavil kraljem in ostalim pomembnim v Kastiliji.
Ni bilo lahko prepričati znanstvenikov tistega časa, saj le-ti niso poznali celotne geografske slike in so verjetno slutili, da so Kolumbovi izračuni glede ožine in bližine azijskih ozemelj napačni. 
Čeprav Kolumb ni zlahka pridobil podpore, sta kraljica Izabela in njen mož z njim začela pogovore o potovanjih le dan po ponovni pridobitvi Granade. 17. aprila 1492 je bil podpisan pakt v Santa Feju, s katerim so se določila nadomestila, ki bi jih prejel Kolumb za uspeh svoje odprave. Ne glede na vse zahteve, sta kralj in kraljica podprla odpravo.  
Ker je Kolumb dobil sredstva za odpravo, je 3. avgusta 1492, skupaj s stodvajsetimi možmi posadke (večino jih je rekrutiral iz pristanišča Puerto de Palos, šlo je za prestopnike, ki so bili obsojeni na naporna fizična dela), začel odpravo. Za svoje potovanje je imel na voljo tri karavele Pinta, Niña in Santa María. Kralj in kraljica sta financirala prvi dve odpravi, tretjo pa je pokril Kolumb, s finančno pomočjo Martina Alonsa in Vicenta Yáneza Pinzóna, strokovnjaka za morje in morska plovila. Pluli so ob obalah Afrike in prispeli na Kanarske otoke, kjer jih je okvara Pinte zadržala do 6. septembra. 
Po mesecih plutja so 12. oktobra istega leta zagledali kopno. Prispeli so na otok v otočju Bahamov, imenovan Guanahaní in ga poimenovali San Salvador. Zvečer se je Kolumb izkrcal, skupaj s kapitanoma Pinte in Niñe in zasedel odkrito zemljo v imenu kastiljske krone. Po raziskovanju otoka so se odpravili na jug in odkrili Kubo ter Haiti. Pri Haitiju, ki so ga Španci poimenovali La Española je Santa María doživela brodolom, iz njenih ostankov pa so zgradili neke vrste oporišče, imenovano Fuerte de la Navidad. Tam je ostalo štirideset Špancev, medtem ko so ostali odpluli nazaj v Španijo.

## Zemljepis
Španija leži na jugozahodu Evrope in zavzema večji del Iberskega polotoka. Na severu meji s Francijo in Andoro, na zahodu s Portugalsko in z britansko kolonijo Gibraltar na jugu. Severnoafriški mesti pod špansko upravo mejita z Marokom. Del njenega ozemlja sta tudi dva arhipelaga: v Sredozemskem morju ležijo Balearski otoki in v Atlantskem oceanu Kanarski otoki, del Španije pa sta tudi severnoafriški primorski mesti Ceuta in Melilla, ki sta pod špansko upravo in enklava Llívia v francoskih Pirenejih. Skupna dolžina španske kopne meje je 1918 km.
Španija leži v severnem zmernem pasu, med 43°47'24" severne in 36°00'40" južne zemljepisne širine in med 7°00'30" vzhodne in 5°36'40" zahodne zemljepisne dolžine.

### Topografija
Večji del pirenejskega področja je po nastanku stara visoka planota Meseta (zgrajena iz predkambrijskih in paleozojskih kristalinskih kamnin in drugih starih kamnin), ki jo Kastiljsko gorovje deli na severno in južno Kastilijo. Severno in južno od Mezete se razprostirajo gorske verige: Kantabrijsko gorovje in Pireneji (Pico de Aneto, 3404 m) na severu, Betijske Kordiljere ali Andaluzijsko pogorje na jugu. Andaluzijsko pogorje se sestoji iz nekaj masivov, ki se raztezajo vzporedno z obalo Sredozemskega morja; osredji del sestavlja Sierra Nevada z najvišjim vrhom celinske Španije (Mulhacu, 3481 m). Najvišja točka v Španiji je sicer Teide, 3718 m, aktivni vulkan na Kanarskih otokih. Med južnim robom Osrednje Mezete (Sierra Morena) in Andaluzijskim pogorjem je velika Andaluzijska tektonska depresija ob reki Guadalquivir. Na severovzhodnem robu Mezete se razteza Ibersko gorovje, zgrajeno iz krednih in jurskih sedimentov, med Iberskim gorovjem, Pireneji in Kantabrijskim pogorjem pa je depresija reke Ebro (Aragonska dolina). Iz planote Mezete se dvigajo gorski masivi Sierra de Gata, Sierra de Gredos in Sierra de Guadarrama, ki so nastali v terciaru. Obala je v glavnem strma in slabo razčlenjena. Dobro je razčlenjena samo obala Galicije in severozahodne Španije z mnogimi zalivi karakterističnih oblik. Aluvialne ravnice so ob obali, od njih je največja Guadalquivir v Andaluziji.

### Podnebje
Španija leži v zmernem pasu, njen relief pa vpliva na veliko klimatsko raznolikost. Pogosto se za podnebje Španije reče da je sredozemsko (mediteransko). To je le približno prav, saj ima samo priobalno področje vzhoda, jugovzhoda in juga sredozemsko podnebje. Po zemljepisni širini bi sicer moral imeti največji del sredozemsko podnebje, vendar nekatere druge naravne karakteristike ustvarjajo drugačne pogoje. Na spremembo podnebja primarno vpliva visok relief oziroma višja nadmorska višina tako da prihaja do vertikalne podnebne slojevitosti. Ker se gorovja v glavnem dvigajo ob robu države oziroma Iberskega polotoka, predstavljajo pomembno prepreko širjenju podnebnih vplivov iz okoliškega prostora. Zato ima osredji del Španije, visoka planota Mezeta, precej drugačno podnebje od tistega, ki bi odgovarjal zemljepisni širini tega prostora in je bolj kontinentalno. Na vzhodu in jugu Španije, kjer prevladuje sredozemsko podnebje (pogosto se navaja tudi kot subtropsko), so srednje mesečne temperature preko leta od 13 °C do 25 °C, v poprečju pade od 350 do 500 mm padavin. Za to področje je značilno dolgo, toplo, suho in sončno poletje, ko maksimalne temperature dosežejo tudi 48 °C. Sredozemska obala ima največje število sončnih ur v Evropi. Na vseh obalah so zime  prijetne, na jugu celo tople. Severozahod Španije (atlantska obala, ki meji tudi na Biskajski zaliv) ima bolj sveže podnebje, kjer se temperature gibljejo med 8–20 °C. Iz Biskajskega zaliva se proti Iberskemu polotoku gibljejo vlažne zračne mase, zato na gorskih območjih pade največ padavin (900–2000 mm). Zaradi blagega oceanskega podnebja in dovolj padavin, je celotno območje poraslo z relativno bujno in zeleno vegetacijo, zato to regijo pogosto imenujejo tudi Zelena obala (Costa Verde). Za notranjost Španije, s kontinentalnim podnebjem, so značilne srednje mesečne temperature med 3–23 °C, pozimi pa temperature pogosto padejo pod nič stopinj. V tej regiji poprečno letno pade manj kot 500 mm padavin, ponekod celo manj kot 300 mm. Vzhodni del te regije ima nekatere značilnosti mediteranskega podnebja, severozahodni rob pa se približuje oceanskemu podnebju.

### Hidrografija
Osnovno hidrografsko mrežo Španije sestavlja pet rek:
- Guadalquivir,
- Guadiana,
- Tajo,
- Duero in
- Ebro.

Med pomembnejšimi pa so še: Júcar, Segura, Turia in Minho. Reke na severozahodu imajo več vode, krajši tok, relativno velik padec, njihova estuarijska ustja pa omogočajo razvoj vodnega prometa. Reke, ki se spuščajo iz visokih gora (Pirenejev, Betijske Kordiljere, Kastiljskega pogorja), imajo velike padce in pomemben hidroenergetski potencial. V apnenčastem terenu so reke pogosto izoblikovale kanjone in slapove.

### Pitna voda
Večino pitne vode pridobivajo iz akumulacijskih jezer. Največji del rek je bil zajezen v času vladavine Francisca Franca, kar je ena redkih zadev po kateri ga pomnijo, v kolektivni zavesti španskega naroda, kot dobrega. Dobrobiti od umetnih jezer so izjemne za državo kot je Španija, ki se zaradi klimatskih sprememb spreminja v puščavsko področje. Razen pitne vode, imajo korist od pridobivanja električne energije, turizma, itd.

## Politika in uprava
Španija je po smrti diktatorskega generala Franca, s sprejetjem ustave leta 1978, postala ustavna monarhija, razdeljena na 17 avtonomnih skupnosti (špansko: comunidad autónoma, množina comunidades autónomas) in dve avtonomni mesti (ciudad autónoma, množina ciudades autónomas) na afriški obali z veliko stopnjo avtonomije. Avtonomne skupnosti, ki se nadalje delijo na 50 provinc, so (izvorna imena v oklepaju so v španščini, kjer ni izrecno navedeno drugače):
- Andaluzija (Andalucía); glavno mesto Sevilja (Sevilla);
- Aragonija (Aragón); glavno mesto Zaragoza;
- Asturija (Asturias); glavno mesto Oviedo (ast. Uviéu);
- Balearski otoki (Islas Baleares, katalonsko Illes Balears); glavno mesto Palma de Mallorca;
- Baskija (špansko País Vasco, baskovsko Euskadi); glavno mesto Vitoria (eu. Gasteiz);
- Extremadura (špansko Extremadura), glavno mesto Mérida
- Galicija (špansko Galicia; galicijsko in portugalsko Galiza), glavno mesto Santiago de Compostela;
- Kanarski otoki (Islas Canarias); glavno mesto Santa Cruz de Tenerife in Las Palmas de Gran Canaria;
- Kantabrija (Cantabria); glavno mesto Santander;
- Kastilija - Manča (Castilla-La Mancha); glavno mesto Toledo;
- Kastilija in Leon (Castilla y León); glavno mesto Valladolid;
- Katalonija (Cataluña,Catalunya); glavno mesto Barcelona;
- La Rioja, glavno mesto Logroño;
- Madrid (Comunidad de Madrid) glavno mesto Madrid;
- Murcia (Región de Murcia) glavno mesto Murcia;
- Navara (Comunidad Foral de Navarra/ Nafarroako Foru Komunitatea) glavno mesto Pamplona (eu. Iruña);
- Valencija (špansko Comunidad Valenciana; katalonsko País Valencià); glavno mesto Valencija;

### Ustava
Španija ima dolgo in nestabilno zgodovino svoje ustavnosti, zahvaljujoč političnim pretresom v 19. in 20. stoletju:
- Ustava iz Bayone (1808) – Po vstaji v Aranjuezu, je Napoleon v Bayoni sklical skupščino španskih plemenitašev pred katere je postavil tekst ustave, ki so ti izglasovali 8. julija 1808. Španija je bila organizirana kot nasledstvena monarhija, s kraljem kot središčem moči, ki pa je moral spoštovati pravice državljanov zajamčene z ustavo. Potem na prestol pride Napoleonov brat Jožef I. Dokument se ne šteje za ustavo.
- Ustava iz 1812 (špansko La Pepa (Joža), zato, ker je bila sprejeta na dan sv. Jožefa) – prva prava španska ustava. Vsebovala je kompromis med liberalno strujo in absolutisti. Veljala je samo šest let, zato ker jo Ferdinand VII. ni spoštoval (1812–1814, ko jo je Ferdinand ukinil in vzpostavil stari absolutistični režim; 1820–1823; 1836–1837)
- Ustava iz 1837 – regentinja Marija Kristina, mati Izabele II. je bila primorana vrniti se na stanje ustanovljeno z ustavo iz 1812.
- Ustava iz 1845 – sprejeta po tem, ko je general Espartero prevzel oblast od Marije Kristine. Izabela II. je bila proglašena za polnoletno. Z ustavo so se povečala kraljeva pooblastila.
- Ustava iz 1856 – ta ustava nikoli ni zaživela
- Ustava iz 1869 – ustava je bila sprejeta po begu Izabele II. in prevzemu oblasti generala Serana. Ta demokratska ustava, ki je veljala do 1871, je delila oblast na zakonodajno, izvršno in sodno.
- Ustava iz 1876 – po padcu Prve Republike, nobena politična skupina ni nudila formule stabilne oblasti. Alfonz XII. iz Anglije je ponudil Špancem ustavo, ki je bazirala na liberalni monarhiji.
- Ustava iz 1931 – ustava Druge Republike
- Ustava iz 1978 – ustava, ki je v veljavi še danes.

### Državni organi
- Krona / voditelj države (špan. La Corona / Jefatura del Estado)
- Parlament (zakonodajna oblast) (špan. Las Cortes Generales), ki je sestavljen iz dveh domov:
  - Senat (špan. Senado)
  - Kongres delegatov (špan. Congreso de los Diputados )
- Vlada (izvršna oblast) (špan. El Gobierno), sestavljena iz predsednika vlade in ministrov
- Vrhovna sodna oblasti so:
  - Vrhovno sodišče (špan. El Tribunal Supremo)
  - Generalni svet pravosodnih organov (špan. El Consejo General del Poder Judicial)
- Ustavno sodišče (špan. El Tribunal Constitucional).

## Demografija
Španija ima 47 milijonov prebivalcev. Gostota poselitve, 91 prebivalcev na km², je nižja kot v primerljivih zahodnoevropskih državah in poseljenost je zelo neenakomerna. Z izjemo prestolnice in njene okolice je notranjost države redko poseljena, ostali centri so ob obalah. Glavno mesto Kraljevine Španije je Madrid. Mesto s 3.155.359 prebivalcev (metropolitanska regija Madrid 5.964.143) leži v središču Pirenejskega polotoka. Druga večja mesta so Barcelona, Valencia, Sevilla, Zaragoza in Málaga.
Tekom 20. stoletja, predvsem v 1960. in 1970. letih, je Španija doživela eksplozijo prebivalstva, med katero se je število prebivalcev podvojilo. Rast števila se je močno zmanjšala v 1980. letih, danes pa so trendi ponovno usmerjeni navzgor, predvsem zaradi vračanja Špancev, ki so se izselili v druge evropske države, in velikega števila priseljencev, ki danes predstavljajo 12 % prebivalstva. Ti izvirajo predvsem iz Latinske Amerike (39 %), Severne Afrike (16 %), Vzhodne Evrope (15 %) in podsaharske Afrike (4 %).

## Jeziki
Španščina ali kastiljščina je uradni jezik španske države vseh avtonomnih enot. Ostali jeziki (skupno jih je 14 in 3 znakovni), ki jih govorijo v Španiji so:
- Španski znakovni jezik (mimika), 102.000 (1994)
- Aragonski jezik, 11.000 govorcev od 2.000.000 (1994) etničnih Aragoncev. Uradni jezik v Aragoniji.
- Asturleonski jezik (ali asturski) – nima statusa uradnega jezika a uživa zaščito v Asturiji. 100.000 (1994) v Španiji.
- Baskijski jezik – uradni jezik v Baskiji. 580.000 v Španiji (1991, L. Trask).
- Galicijski jezik – uradni jezik v Galiciji; 3.170.000 v Španiji (podatek 1986).
- Aranski (gaskonjski) jezik – ta okcitanski dialekt ima status uradnega jezika v dolini Aran v Kataloniji. 3.810 govorcev v Španini od  5.552 etničnih (podatek 1991).
- Katalonski jezik – Uradni jezik v Kataloniji, Skupnost Valencije (valencijski dialekt) in na Balearskih otokih; 11.200.000 v Španiji (podatek 2006).
- Katalonski znakovni jezik. uraden od 1994; 18.000 (1994)
- Estremadurski, 200.000 v Španiji. Etnični znatno številčnejši.
- Fala, v Estremaduri; 10.500 (1994, T. Erickson).
- Kalo, jezik Romov (špan. Gitana), 40.000 v Španiji.
- Quinqui, nepoznano število govorcev, v katerem govori etnična skupina Quinquillero.
- Valencijski znakovni jezik. Nepoznano število govorcev.

### Religija
Člen 16.3 sedanje španske ustave določa, da je Španija sekularna država: »Nobena religija ne sme imeti državnega značaja.« Država mora zagotavljati svobodo vere in čaščenje posameznikov ter zagotoviti medsebojne odnose med vlado in vsemi veroizpovedmi. Skoraj 75 odstotkov Špancev se opredeljuje za katolike.

## Gospodarstvo
Z bruto domačim proizvodom okoli 1.280.000 milijard € (2014) in njegovim porastom 3,1 % (2015) je špansko gospodarstvo eno od vodilnih v Evropi. Po klasifikaciji Svetovne banke in Mednarodnega denarnega sklada (IMF) je Španija štirinajsta gospodarska sila sveta.
Španska industrija je razvita in tehnološko napredna. V zadnjih nekaj letih rastejo tehnološki parki. Glavni industrijski proizvodi so tekstil in konfekcija, prehranski proizvodi, kovine in proizvodi iz kovin, avtomobili in ladjedelništvo.
Kmetijstvo sloni na proizvodnji agrumov, riža, sadja, zelenjave, oljk in grozdja. Španija je znana po proizvodnji plute. Z rudami je najbogatejša država južne Evrope.
Ena od glavnih gospodarskih panog je turizem. Podnebje Španije, njena geografska lokacija, priljubljene obale, raznolika pokrajina, zgodovinska zapuščina, živahna kulturna dejavnost in odlična infrastruktura, je povzdignila Španijo med največje na svetu po mednarodni turistični industriji. V zadnjih petih desetletjih, je mednarodni turizem v Španiji zrasel in postal drugi največji na svetu v smislu porabe, vreden približno 40 milijard evrov ali približno 5% BDP v letu 2006.

### Promet
Španski cestni sistem je predvsem centraliziran, s šestimi avtocestami, ki povezujejo Madrid z Baskijo, Katalonijo, Valencijo, zahodno Andaluzijo, Extremaduro in Galicijo. Poleg tega obstajajo avtoceste vzdolž Atlantika (Ferrol do Vigo), v Kantabriji (Oviedo v San Sebastian) in v Sredozemlju (Girona–Cádiz). Španija naj bi dala en milijon električnih avtomobilov na ceste do leta 2014 kot del vladnega načrta za varčevanje z energijo in večjo energetsko učinkovitost. Minister za industrijo Miguel Sebastian je dejal, da »je električno vozilo prihodnosti in motor industrijske revolucije.« 
Španija ima najširše železniško omrežje visokih hitrosti v Evropi in je drugo najobsežnejše na svetu za Kitajsko. Od oktobra 2010 ima Španija skupaj 3500 km prog za visoke hitrosti, ki povezujejo Málago, Seviljo, Madrid, Barcelono, Valencijo in Valladolid, z vlaki dosegajo hitrosti do 300 km/h. V povprečju so španski vlaki visokih hitrosti najhitrejši na svetu, sledi japonski bullet vlak in francoski TGV. Glede na točnost so drugi na svetu (98,54% prihod na čas) – takoj za japonskim šinkansenom (99%). Če bodo izpolnjeni cilji ambicioznega AVE programa (španski vlaki za visoke hitrosti) do leta 2020, bo v Španiji 7000 km prog, ki bodo s hitrimi vlaki povezale skoraj vsa deželna mesta z Madridom v manj kot treh urah in Barcelono v štirih urah. 
Tudi organizacija zračnega prometa je dobra: 96 letališče od tega 47 javnih, razporejenih po državi skrbi za zračni promet, ki se hitro razvija. Najvažnejša letališča so Madrid s 50 milijonov potnikov v letu 2011 (15. na svetu), Barcelona (El Prat) s 35 milijonov potnikov v letu 2011, ne zaostaja niti Palma de Mallorca (23 milijonov potnikov), kamor prihajajo številni turisti. Ostala so še: Málaga (13 milijonov potnikov), Las Palmas (Gran Canaria) (11 milijonov potnikov), Alicante (10 milijonov potnikov) in manjša, število potnikov med 4 in 10 milijonov, na primer Tenerife (dve letališči), Valencia, Sevilja, Bilbao, Ibiza, Lanzarote, Fuerteventura. Prav tako je več kot 30 letališč s številom potnikov, pod 4 milijone.
Španija ima tudi mnogo pristanišč: Barcelona je ena od najpomembnejših evropskih pristanišč tako za potniški kot za tovorni promet. Med ostalimi sta pomembni luki še Valencia na Sredozemskem morju in Bilbao na Atlantiku. Španska trgovska flota je močna in važna za zunanjo trgovino. Rečni promet obsega mrežo linij dolgih okoli 100 km. Tudi največje reke so samo delno plovne.

### Energija
Španija je ena od vodilnih držav na svetu v razvoju in proizvodnji energije iz obnovljivih virov. V letu 2010 je Španija postala vodilna svetovna proizvajalka sončne energije, ko je prehitela ZDA z veliko elektrarno imenovano La Florida v bližini Alvarado, Badajoz. Španija je tudi glavni evropski proizvajalec vetrne energije. V letu 2010 so njene vetrnice ustvarile 42.976 GWh, kar predstavlja 16,4% vse električne energije, proizvedene v Španiji. 9. novembra 2010 je vetrna energija dosegla trenutno zgodovinsko najvišjo vrednost, saj pokriva 53% celinskega povpraševanja po električni energiji in ustvarja količino energije, ki je enakovredna tisti iz 14 jedrskih reaktorjev. Drugi obnovljivi viri energije, ki se uporabljajo v Španiji so hidroenergija, biomasa in plimovanje (2 elektrarni v gradnji).
Neobnovljivi viri energije, ki se uporabljajo v Španiji, so jedrski reaktorji (8 delujočih), plin, premog in nafta. Fosilna goriva skupaj ustvarijo 58% španske električne energije (v letu 2009), tik pod OECD povprečno 61%. Jedrska energija ustvari še 19%, veter in hidro približno 12% vsak.

## Kultura
Španija je država Zahodnega sveta in ena večjih latinskih držav v Evropi ter kulturna velesila. Špansko kulturo zaznamujejo močne zgodovinske vezi s katoliško cerkvijo, ki je imela ključno vlogo pri nastanku države in kasnejši identiteti. Špansko umetnost, arhitekturo, kulinariko in glasbo so oblikovali zaporedni valovi tujih zavojevalcev, pa tudi sredozemsko podnebje in geografija države. Stoletja dolga kolonialna doba je globalizirala španski jezik in kulturo, pri čemer je Španija vsrkala tudi kulturne in komercialne izdelke svojega raznolikega imperija.

### Svetovna kulturna in naravna dediščina
Španija ima 49 območij svetovne dediščine. Sem spadajo pokrajina Monte Perdido v Pirenejih, ki si jo deli s Francijo, najdišča prazgodovinske kamninske umetnosti v dolini Côa in Siega Verde, ki si jo deli s Portugalsko, Dediščina živega srebra, ki si jo deli s Slovenijo, ter starodavni in prvobitni bukovi gozdovi, ki si jih deli z drugimi državami Evrope. Poleg tega ima Španija tudi 23 elementov nesnovne kulturne dediščine ali »človeških zakladov«.

### Unescova nesnovna kulturna dediščina
Španija ima na Unescovem seznamu nesnovne kulturne dediščine naslednje:
- 2023: Transhumance, sezonski odgon živine; Preseljevanje se nanaša na sezonsko gibanje ljudi z živino med geografskimi ali podnebnimi regijami.
- 2023: Znanje, obrt in veščine ročne izdelave stekla; Tradicionalna ročna proizvodnja stekla vključuje oblikovanje in dekoriranje vročega in hladnega stekla za izdelavo predmetov iz votlega stekla, ravnega stekla in kronskega stekla.
- 2022: Tradicija splavarjenja z lesom; Splavarjenje z lesom v Avstriji, na Češkem, v Nemčiji, Latviji, na Poljskem in v Španiji izvira iz srednjega veka, ko so s splavi prevažali les, blago in ljudi po naravnih vodnih tokovih. V preteklosti so splavarji, ki so potovali na oddaljene destinacije, tedne preživeli skupaj in delali na svojem splavu.
- 2022: Ročno zvonjenje; Skozi stoletja je zvonjenje v Španiji služilo kot sredstvo izražanja in komunikacije ter izpolnjevalo številne družbene funkcije, od izmenjave informacij do koordinacije, zaščite in kohezije.
- 2022: Portugalsko-galicijska meja ICH: varovalni model, ki ga je ustvaril Ponte...nas ondas!; Ponte…nas ondas! Namen projekta (PNO!) je zaščititi nesnovno kulturno dediščino na portugalsko-galicijski meji z ustvarjanjem prostorov, v katerih se lahko dediščina izvaja in prenaša na mlajše generacije.
- 2021: Lov s sokoli, živa človeška dediščina; Lov s sokoli je tradicionalna umetnost in praksa urjenja in letenja sokolov (in včasih orlov, jastrebov, brenčev in drugih ptic ujed). Izvajajo ga že več kot 4000 let.
- 2020: Los Caballos del Vino; poteka vsako leto od 1. do 3. maja v Caravaci de la Cruz in je del fiest v čast Santísima y Vera Cruz v Caravaci. Konjeniški ritual je sestavljen iz niza dogodkov, v katerih je konj protagonist.
- 2019: Postopek izdelave umetne talavere v Puebli in Tlaxcali (Mehika) ter keramike v Talavera de la Reina in El Puente del Arzobispo (Španija)
- 2018: Obredi igranja bobnov Tamboradas; so glasni, skupinski rituali, ki temeljijo na hkratnem, intenzivnem udarjanju na tisoče bobnov, na katere se neprekinjeno igra dneve in noči na javnih mestih v mestih in vaseh.
- 2018: Umetnost suhozidanja, znanja in tehnike; Umetnost suhozidanja se nanaša na znanje, povezano z izdelavo kamnitih konstrukcij z zlaganjem kamnov enega na drugega, brez uporabe drugih materialov, razen včasih suhe zemlje.
- 2016: Festival Valencia Fallas; Glavna značilnost praznika Fallas, tradicije skupnosti v Valenciji in njene diaspore, ki praznujejo prihod pomladi, je velikanska fala, spomenik, sestavljen iz ninotov (karikatur), ki so jih ustvarili lokalni umetniki in obrtniki, ki dajejo komentarje na aktualna družbena vprašanja.
- 2015: Festivali ognja ob poletnem solsticiju v Pirenejih; potekajo v Pirenejih vsako leto na isto noč, ko je sonce v zenitu. Ko pade noč, ljudje iz različnih mest in vasi nosijo goreče bakle po gorah, da prižgejo različne tradicionalno zgrajene kresove.
- 2013: Metodologija popisovanja nesnovne kulturne dediščine v biosfernih območjih: izkušnja Montsenyja
- 2013: Mediteranska prehrana; vključuje nabor veščin, znanj, obredov, simbolov in tradicij v zvezi s pridelki, žetvijo, ribolovom, živinorejo, konzerviranjem, predelavo, kuhanjem ter zlasti delitvijo in uživanjem hrane.
- 2012: Fiesta patios v Kordobi; Dvanajst dni v začetku maja praznuje mesto Kordova Fiesta of the Patios. Dvorišča (patios) so skupna, družinska ali večdružinska stanovanja ali sklopi posameznih hiš s skupno teraso, ki so v zgodovinski četrti mesta. Ta značilen kulturni prostor se ponaša z bogato paleto rastlin, med fiesto pa prebivalci prostodušno sprejmejo vse obiskovalce, da jih občudujejo.
- 2011: Revitalizacija tradicionalne obrti izdelave apna v Morón de la Frontera, Sevilja, Andaluzija;  je bila vir zaposlitve za Morón de la Frontera in označevalec njegove identitete.
- 2011: Praznik 'la Mare de Déu de la Salut' v Algemesíju; se praznuje v Algemesíju v provinci Valencia v Španiji. Vsakega 7. in 8. septembra se skoraj 1400 ljudi udeleži gledaliških, glasbenih, plesnih in predstav, organiziranih v zgodovinskih predelih mesta: Valencia, La Muntanya, Santa Barbara in La Capella.
- 2010: Pev Sibile na Majorki; Petje Sibile se izvaja na jutranji slovesnosti 24. decembra zvečer v cerkvah po vsej Majorki. Pev zaznamuje vsakoletno božično vigilijo, poje pa ga fant ali dekle v spremstvu dveh ali več fantov ali deklet.
- 2010: Flamenko; Flamenko je umetniški izraz, ki združuje pesem (cante), ples (baile) in glasbo (toque). Andaluzija v južni Španiji je središče flamenka, čeprav ima korenine tudi v regijah, kot sta Murcia in Extremadura.
- 2010: Človeški stolpi; zgradijo jih člani amaterskih skupin, običajno kot del letnih praznovanj v katalonskih krajih in mestih. Tradicionalno prizorišče je trg pred balkonom mestne hiše. Človeške stolpe tvorijo ljudje, ki stojijo drug drugemu na ramenih v zaporedju stopenj (med šest in deset).
- 2009: Razsodišča za namakanje španske sredozemske obale: Svet modrecev nižine Murcia in sodišče za vode nižine Valencije; o tradicionalna pravna sodišča za upravljanje voda, ki segajo v obdobje Al Andaluz (od 9. do 13. stoletja). Dve glavni sodišči – Svet modrecev Murcijske nižine in Vodno sodišče Valencijske nižine – sta priznani po španski zakonodaji.
- 2009: Jezik žvižganja otoka La Gomera (Kanarski otoki), Silbo Gomero; Jezik žvižganja posnema običajen jezik otočanov (kastiljsko španščino) z žvižganjem. Skozi stoletja se je prenašal od učitelja do učenca in je edini jezik žvižganja na svetu, ki ga v celoti razvija in izvaja velika skupnost (več kot 22.000 prebivalcev).
- 2009: Center za tradicionalno kulturo – šolski muzej Pusol pedagoški projekt; Ta inovativni izobraževalni projekt ima dva splošna cilja: spodbujati izobraževanje na podlagi vrednot z vključevanjem lokalne kulturne in naravne dediščine v kurikulum ter prispevati k ohranjanju dediščine Elcheja z izobraževanjem, usposabljanjem, neposrednim ukrepanjem in ozaveščanjem v izobraževalna skupnost.
- 2008: Skrivnostna igra Elche; je sveta glasbena drama o smrti, prehodu v nebesa (znanem kot Vnebovzetje) in kronanju Device Marije. Od sredine 15. stoletja se izvaja v baziliki Santa Maria in na ulicah starega mesta Elche, ki je v regiji Valencia. Je živo pričevanje evropskega verskega gledališča srednjega veka in kulta Device.
- 2008: Patum iz Berge; je priljubljen festival, katerega izvor sega v srednjeveške praznike in parade, ki spremljajo praznovanje Corpus Christi. Gledališke predstave in parade različnih podob oživljajo ulice tega katalonskega mesta severno od Barcelone. Praznovanje poteka vsako leto v tednu Božjega telesa, od konca maja do konca junija.

### Filozofija
Konstrukt, ki se nanaša na značilno špansko filozofsko misel, se je v akademskem svetu različno loteval, bodisi z diahronim sledenjem njegovega razvoja skozi stoletja od rimske osvojitve Hispanije dalje (z zgodnjimi predstavniki, kot so Seneka, Trajan, Lukan ali Marcial); z natančno določitvijo njenega izvora v pozno 19. stoletje (povezano z Generacijo 98); ali preprosto z odkritim zanikanjem njenega obstoja. Bistvo obstoja španske filozofije je nasprotovalo Marcelino Menéndez y Pelayo (glavni arhitekt mita okoli nje) proti Antoniu Pérezu. Tuji uvozi, kot je krausizem, so se izkazali za izjemno vplivne v Španiji v 19. in zgodnjem 20. stoletju.

### Umetnost
Umetniki iz Španije so močno vplivali na razvoj različnih evropskih in ameriških umetniških gibanj. Zaradi zgodovinske, geografske in generacijske raznolikosti je španska umetnost poznala veliko vplivov. Sredozemska dediščina z grško-rimskimi in nekaterimi mavrskimi ter vplivi v Španiji, zlasti v Andaluziji, je še danes očitna. Evropski vplivi vključujejo Italijo, Nemčijo in Francijo, zlasti v obdobju renesanse, španskega baroka in neoklasicizma. Obstaja veliko drugih avtohtonih slogov, kot so predromanska umetnost in arhitektura, hererska arhitektura ali Izabelina gotika.
Med slikarji zlate dobe, ki so delali v Španiji, so bili El Greco, José de Ribera, Bartolomé Esteban Murillo in Francisco Zurbarán. Tudi v baročnem obdobju je Diego Velázquez ustvaril nekaj najbolj znanih španskih portretov, kot sta Las meninas in Las Hilanderas.
Francisco de Goya je slikal v zgodovinskem obdobju, ki vključuje špansko vojno za neodvisnost, boje med liberalci in absolutisti ter vzpon sodobnih nacionalnih držav.
Joaquín Sorolla je dobro znan sodobni impresionistični slikar in obstaja veliko pomembnih španskih slikarjev, ki pripadajo modernističnemu umetniškemu gibanju, vključno Pablo Picasso, Salvador Dalí, Juan Grisom in Joan Miró.

### Kiparstvo
Plateresco slog se je razširil od začetka 16. stoletja do zadnje tretjine stoletja in njegov slogovni vpliv je prežel dela vseh velikih španskih umetnikov tistega časa. Alonso Berruguete (šola Valladolid) se imenuje »princ španskega kiparstva«. Njegova glavna dela so bile zgornje korne klopi stolnice v Toledu, grob kardinala Tavere v isti stolnici in oltarna slika Obiskovanja v cerkvi Santa Úrsula v istem kraju. Drugi pomembni kiparji so bili Bartolomé Ordóñez, Diego de Siloé, Juan de Juni in Damián Forment.
Obstajali sta dve šoli s posebnim duhom in talentom: seviljska šola, ki ji je pripadal Juan Martínez Montañés, čigar najbolj slavna dela so razpelo v stolniciu v Sevilji, drugo v Vergari in sveti Janez; in granadska šola, ki ji je pripadal Alonso Cano, ki ji pripisujejo Brezmadežno spočetje in Devico rožnega venca.
Drugi pomembni andaluzijski baročni kiparji so bili Pedro de Mena, Pedro Roldán in njegova hči Luisa Roldán, Juan de Mesa in Pedro Duque Cornejo. V 20. stoletju so bili najpomembnejši španski kiparji Julio González, Pablo Gargallo, Eduardo Chillida in Pablo Serrano.

### Film
Po prvi projekciji kinematografa v Španiji leta 1896 se je kinematografija v naslednjih letih razvijala, tako da je Barcelona na predvečer prve svetovne vojne postala največje produkcijsko središče v državi (pa tudi glavno evropsko središče). Konflikt je španski industriji nemih filmov ponudil priložnost za nadaljnjo rast. Lokalni studii za zvočne filme so bili ustanovljeni leta 1932. Vladna uvedba sinhronizacije tujih filmov leta 1941 je špansko občinstvo navadila na gledanje sinhroniziranih filmov.
Španska kinematografija je dosegla velik mednarodni uspeh, vključno z oskarji za novejše filme, kot sta Panov labirint in Volver.
Različni eksploatacijski žanri, ki so se razcveteli v drugi polovici 20. stoletja, vključujejo Fantaterror, cine quinqui in tako imenovane destape filme.
Od leta 2021 sta festivala v San Sebastiánu in Málagi uvrščena med najboljše kulturne pobude v državi.

### Arhitektura
Zemlja in sadra sta zelo pogosta materiala tradicionalne ljudske arhitekture v Španiji (predvsem na vzhodu države, kjer je največ nahajališč sadre).
Zaradi svoje zgodovinske in geografske raznolikosti je španska arhitektura črpala iz množice vplivov. Lepi primeri islamske arhitekture, ki pripadajo zahodni islamski tradiciji, so bili zgrajeni v srednjem veku v krajih, kot so Córdoba, Sevilja ali Granada. Podobno kot v Magrebu je dekoracija s štukaturami v Al Andaluzu postala znak arhitekturnega sloga v visokem srednjem veku. 
Hkrati so tudi krščanska kraljestva razvila svoje sloge; razvili predromanski slog, ko so bili nekaj časa izolirani od sodobnih prevladujočih evropskih arhitekturnih vplivov v zgodnjem srednjem veku, so kasneje združili romanski in gotski tok. Takrat je prišlo do izjemnega razcveta gotike, zaradi česar so bile po vsem ozemlju postavljene številne stavbe. Tako imenovani slog Mudéjar je začel označevati dela muslimanov, kristjanov in Judov v deželah, ki so jih osvojili muslimani.
Prihod modernizma v akademsko areno je ustvaril velik del arhitekture 20. stoletja. Vpliven slog s središčem v Barceloni, znan kot modernizem, je ustvaril številne pomembne arhitekte, med katerimi je tudi Antoni Gaudí. Mednarodni slog so vodile skupine, kot je GATEPAC. Španija trenutno doživlja revolucijo v sodobni arhitekturi in španski arhitekti, kot so Rafael Moneo, Santiago Calatrava, Ricardo Bofill in mnogi drugi, so pridobili svetovno slavo.

### Glasba in ples
Main article: Music of Spain
Španska glasba v tujini pogosto velja za sinonim za flamenko, zahodnoandaluzijski glasbeni žanr, ki v nasprotju s splošnim prepričanjem ni razširjen zunaj te regije. V Aragoniji, Kataloniji, Valencii, Kastiliji, Baskiji, Galiciji, Kantabriji in Asturiji je veliko različnih regionalnih stilov ljudske glasbe. Popularni so tudi pop, rock, hip hop in heavy metal.
Na področju klasične glasbe je Španija ustvarila številne znane skladatelje, kot so Isaac Albéniz, Manuel de Falla in Enrique Granados, ter pevce in izvajalce, kot so Plácido Domingo, José Carreras, Montserrat Caballé, Alicia de Larrocha, Alfredo Kraus, Pablo Casals , Ricardo Viñes, José Iturbi, Pablo de Sarasate, Jordi Savall in Teresa Berganza. V Španiji je več kot štirideset profesionalnih orkestrov, vključno z Orquestra Simfònica de Barcelona, Orquesta Nacional de España in Orquesta Sinfónica de Madrid. Glavne operne hiše so Teatro Real, Gran Teatre del Liceu, Teatro Arriaga in El Palau de les Arts Reina Sofía.
Na tisoče ljubiteljev glasbe prav tako vsako leto potuje v Španijo na mednarodno priznane poletne glasbene festivale Sónar, ki pogosto predstavlja vrhunske in prihajajoče pop in tehno izvajalce, in Benicàssim, ki običajno predstavlja alternativne rock in dance izvajalce. Oba festivala zaznamujeta Španijo kot mednarodno glasbeno prisotnost in odražata okuse mladih v državi.[potreben citat] Vitoria-Gasteiz jazz festival je eden glavnih v svojem žanru.
Najbolj priljubljeno tradicionalno glasbilo, kitara, izvira iz Španije. Za sever so značilni tradicionalni torbarji ali gaiteros, predvsem v Asturiji in Galiciji.

### Kuhinja
Main article: Spanish cuisine
Španska kuhinja je sestavljena iz velike raznolikosti jedi, ki izhajajo iz razlik v zemljepisu, kulturi in podnebju. Nanjo močno vplivajo morski sadeži, ki so na voljo v vodah, ki obkrožajo državo in odražajo globoke sredozemske korenine države. Obsežna zgodovina Španije s številnimi kulturnimi vplivi je privedla do edinstvene kuhinje. Zlasti zlahka prepoznamo tri glavne delitve:
Sredozemska Španija – vse takšne obalne regije, od Katalonije do Andaluzije – velika uporaba morske hrane, kot je pescaíto frito (ocvrta riba); več hladnih juh, kot je gazpačo; in številne jedi na osnovi riža, kot sta paella iz Valencie in arròs negre (črni riž) iz Katalonije.
Notranja Španija – Kastilija – vroče, goste juhe, kot je kastiljska juha na osnovi kruha in česna, skupaj z obilnimi enolončnicami, kot je cocido madrileño. Hrana se tradicionalno konzervira s soljenjem, kot je španska šunka, ali potopljena v oljčno olje, kot je sir Manchego.
Atlantska Španija – celotna severna obala, vključno z astursko, baskovsko, kantabrijsko in galicijsko kuhinjo – enolončnice na osnovi zelenjave in rib, kot sta caldo gallego in marmitako. Tudi rahlo sušena lacón šunka. Najbolj znana kuhinja severnih držav se pogosto opira na oceanske morske sadeže, kot so baskovska trska, beli bel ali sardon ali polbo á feira iz galicijske hobotnice in jedi iz školjk.